# Roma (filme de 1972)
Roma de Fellini (título original Roma) é um filme semiautobiográfico ítalo-francês de 1972, em que o diretor Federico Fellini retrata poeticamente a cidade de Roma e suas principais características. A trama é mínima, e o único personagem que parece se desenvolver é a própria Roma. Entre as várias cenas — recordações de um jovem provinciano (o próprio Fellini) ao chegar na estação Termini pouco antes da Segunda Guerra Mundial, um desfile de moda eclesiástica, os bordéis da época do fascismo, a perfuração do metrô revelando tesouros arqueológicos, o amor livre da geração hippie, um engarrafamento gigante no anel rodoviário, um espetáculo do teatro de variedades na época dos bombardeios, uma "carreata" de motocicletas por Roma à noite, cenas "metacinematográficas" da própria filmagem — não há ligação narrativa, e o estilo vai do lirismo à sátira, do nostálgico ao truculento, sem solução de continuidade. Como é típico nos filmes de Fellini, a fotografia é exuberante (já o era na fase dos filmes preto e branco, e nos coloridos é ainda mais), com enquadramentos geniais, exibindo uma "fauna" humana fascinante e revelando a alma palradora e anárquica do italiano.